# Jonas Dornbach

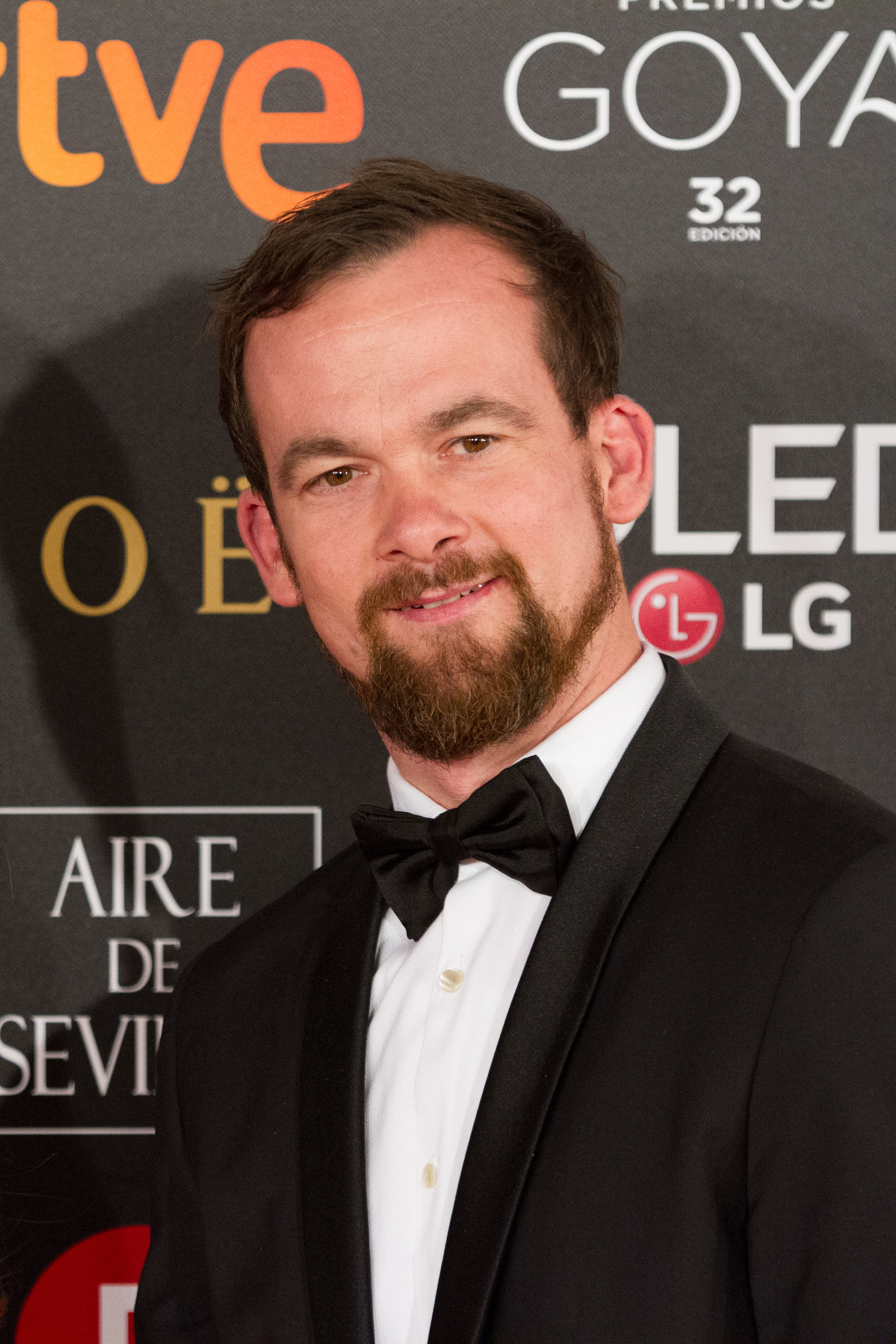
Jonas Dornbach beim Goyafilmpreis 2018.

Jonas Dornbach (* 7. Februar 1978 in Ruhstorf an der Rott) ist ein deutscher Filmproduzent und Geschäftsführer der Firma Komplizen Film.

## Leben
Jonas Dornbach wuchs in Perugia, Italien auf. Von 2002 bis 2009 leitete er als Geschäftsführer die eigene Firma Kinoherz. Er schloss sein Studium an der Deutschen Film- und Fernsehakademie Berlin (dffb) mit dem Spielfilm Auf Nummer sicher? in der Regie von David Dietl 2006 ab. Der Film wurde mit dem Studio Hamburg-Preis 2008 in der Kategorie Bester Spielfilm ausgezeichnet. 2007 absolvierte er das EAVE Training für europäische Produzenten und arbeitete als Herstellungsleiter an Maren Ades Alle anderen (2009).
Seit 2010 ist er fester Produzent bei Komplizen Film und seit 2014 Gesellschafter und Geschäftsführer. Er produzierte, neben vielen anderen Filmen, Tabu von Miguel Gomes, eine Koproduktion, die mit dem Alfred Bauer-Preis und FIPRESCI-Preis im Berlinale-Wettbewerb 2012 ausgezeichnet wurde; Hedi Schneider steckt fest von Sonja Heiss, der im Berlinale-Forum 2013 Premiere feierte; Toni Erdmann von Maren Ade, der im Cannes-Wettbewerb 2016 Premiere feierte und unter anderem den Europäischen und Deutschen Filmpreis gewann und für einen Golden Globe, César, BAFTA und Oscar als bester fremdsprachiger Film nominiert wurde; Western von Valeska Grisebach, der in der Sektion Un Certain Regard in Cannes 2017 Premiere feierte, sowie die Koproduktion A fantastic woman von Sebastián Lelio, der 2018 den Oscar für den besten fremdsprachigen Film gewann. Dornbach koproduzierte La Gomera – Verpfiffen & Verraten („La Gomera“, 2019) von Corneliu Porumboiu, der wieder im Wettbewerb von Cannes vertreten war. 
Im September 2019 lief die Bestseller-Adaption Gut gegen Nordwind mit Nora Tschirner und Alexander Fehling in den Kinos an. Auf der Berlinale 2019 waren die Komplizen-Film-Produktionen O beautiful night (2019), das Langfilmdebüt von Xaver Böhm (im Panorama), und, im Wettbewerb, Synonymes (2019) von Nadav Lapid vertreten. Synonimes wurde schließlich mit dem Goldenen Bären geehrt. Visar Morinas preisgekrönte Filmarbeit Exil (2020) feierte in Sundance Weltpremiere und lief anschließend auf zahlreichen weiteren Festivals. In Cannes 2021 war neben Die Geschichte meiner Frau auch Nadav Lapids neuer Film, Aheds Knie („Ahed’s Knee“, 2021), erneut von Komplizen koproduziert, in den Wettbewerb eingeladen und wurde mit dem Preis der Jury (ex aequo mit Memoria) ausgezeichnet. Aktuell feierte Lisa Bierwirths Langfilmdebüt Le prince (2021) Weltpremiere beim Filmfestival in Karlovy Vary; und Pablo Larrains Spencer (2021) lief im Wettbewerb der Mostra in Venedig.
Jonas Dornbach ist Mitglied bei den ACE und EAVE Netzwerken, sowie bei der Deutschen, Britischen und Europäischen Filmakademie.

## Filmografie

### Produktion
- 2004: Hüttenzauber (Spielfilm)
- 2006: Auf Nummer Sicher? (Fernsehfilm)
- 2007: Alle anderen (Spielfilm)
- 2008: Schritt für Schritt (Dokumentarfilm)
- 2011: Die Summe meiner einzelnen Teile (Spielfilm)
- 2011: Tabu (Spielfilm)
- 2012: Die Lebenden (Spielfilm)
- 2013: Tanta Agua (Spielfilm)
- 2014: Über-Ich und Du (Spielfilm)
- 2014: Lügen (Spielfilm)
- 2015: Hedi Schneider steckt fest (Spielfilm)
- 2015: Arabian Nights (Spielfilm)
- 2016: Toni Erdmann (Spielfilm)
- 2016: Scarred Hearts (Spielfilm)
- 2017: Una Mujer Fantástica (Spielfilm)
- 2017: Western (Spielfilm)
- 2019: O Beautiful Night
- 2019: Giraffe
- 2019: Gut gegen Nordwind
- 2020: Exil
- 2021: Spencer
- 2022: A E I O U – Das schnelle Alphabet der Liebe
- 2022: Corsage
- 2024: Maria
- 2024: A Better Place (Fernsehserie)
- 2025: Delicious

### Kurzfilme
- 1999
  - 15/99
- 2000
  - 180° (Produzent, Drehbuchautor)
- 2001
  - La Mer (Produktionsleiter)
- 2003
  - Der Preis (Regisseur)
  - Shit Happens (Produzent)
  - Schwarz Weiss (Regisseur)
  - Prodrom (Regisseur)
- 2004
  - Sag Ja (Koproduzent)
  - Wolfstraum (Produzent)
  - Hey Lutz!
  - Tollwut
- 2005
  - Zepp (Produzent)
- 2006
  - Der Befehl (Produzent)

## Auszeichnungen
- 2008: Studio Hamburg Nachwuchspreis für Auf Nummer sicher? (Bester Spielfilm)
- 2016: „Hamburger Produzentenpreis für Europäische Kino-Koproduktionen“ beim Filmfest Hamburg für Scarred Hearts – Vernarbte Herzen
- 2016: Europäischer Filmpreis für Toni Erdmann (Bester Film)
- 2017: Deutscher Filmpreis in Gold für Toni Erdmann (Bester Spielfilm)
- 2018: Deutscher Filmpreis in Bronze für Western (Bester Spielfilm)
- 2019: Locarno Festival – Raimondo Rezzonico Preis[1][2]
- 2022: Bernd Eichinger Preis bei der Verleihung des 72. Deutschen Filmpreises